# Спољашњи запорни мишић
Спољашњи запорни мишић  је раван, троугласти мишић, који покрива спољашњу површину предњег зида карлице. Понекад се сматра делом средњег одељка бутине, а понекад делом седалног региона. Такође се сматра да је део кратких спољашњих ротатора кука, заједно са доњим и горњим близаначким мишићем, крушколиким мишићем и четвртастим бутним мишићем.

## Анатомија
Спољашњи запорни мишић настаје из латералне коштане ивице запорног отвора, из рамуса пубичне кости и из левог рамуса бедребе кости. Такође има фасцикуле које полазе од медијалне 2/3 спољашње површине озапорне мембране и тетивног луак који завршава каналом кроз који пролазе запорни крвни судови и нерви. Друга влакна излазе из пубичног лука и протежу се дуж унутрашње површине те кости док се не споје у тачки на запорној мембрани.
Сва влакна се конвергирају и крећу се лагано уназад, нагоре и пут апоље да би завршила у тетиви која се протеже иза врата бутне кости све док се не убаци у трохантерну фосу те кости.

### Односи
Дуж свог тока, спољашњи запорни мишић је повезан са запорном артеријом и веном. Предња грана запорног нерва допире до бутине испред спољашњег запорног мишића, док задња грана тог нерва пролази кроз мишић.

### Иннервација
Спољашњи запорни мишић инервацију добија од влакана задње гране запорног нерва која долазе из слабинског сегмента (Л3 и Л4) .

### Снабдевање крвљу
Спољашњи запорни мишић добија крв из грана запорне артерије .  

## Функција
Контракција спољашњег запорног мишића стабилизује коксофеморални зглоб  и производи адукцију кука или коксофеморалног зглоба, односно приближава доњи екстремитет средњој линији тела, посебно када је нога савијена. Он такође изазива бочну или спољашњу ротацију доњег екстремитета.

## Галерија
- Muscles of the back of thigh, with insertion of obturator externus muscle labeled in purple
- Right hip bone. External surface
- Structures surrounding right hip-joint (viewed from below)
- Deep muscles of the medial femoral region
- Obturator externus muscle. Deep dissection. Anterior view.
- Obturator externus muscle
- Muscles of thigh. Anterior views.